# Henri Bendel
Henri Bendel (uitgesproken als BEN-del), opgericht in 1895, was een winkel voor damesaccessoires in New York, waar producten van het eigen merk Henri Bendel werden verkocht. Het assortiment bestond uit handtassen, sieraden, luxe modeaccessoires, huisgeuren en geschenken. De vlaggenschipwinkel in New York bevond zich op 712 Fifth Avenue.
Henri Bendel was de eerste detailhandelaar die zijn eigen geur had, make-overs in de winkel aanbood en zijn eigen modeshow organiseerde. De onderneming heeft zijn sporen verdiend met de ontwikkeling van het shop-in-the-shopconcept dat tegenwoordig in veel warenhuizen wordt gebruikt.
In september 2018 werd bekend dat de eigenaar L Brands alle 23 dan nog bestaande winkels zou sluiten en het merk zou beëindigen. In januari 2019 werden de fysieke winkels en website gesloten.

## Geschiedenis
Henri Willis Bendel werd in 1868 in Louisiana geboren en verhuisde naar New York om als hoedenmaker te werken. Hij opende zijn eerste winkel, in Greenwich Village, in 1895. In 1907 begon hij met de merkuiting van de bruin-wit gestreepte dozen die nog steeds met het bedrijf worden geïdentificeerd. In 1913 was Henri Bendel de eerste winkelier die de ontwerpen van Coco Chanel verkocht in de Verenigde Staten.
Na de dood van Bendel in 1936 werd zijn neef directeur van de winkel en bleef dat tot zijn pensionering in 1954. Bendels neef, die later Belgian Shoes oprichtte, stierf in 1997.
Geraldine Stutz was voorzitter van Henri Bendel van 1957 tot 1986. Stutz had "een legendarisch oog om de nieuwste ontwerpers te ontdekken en ze als eerste in het assortiment op te nemen", waaronder Perry Ellis, Jean Muir, Sonia Rykiel, Carlos Falchi, Mary McFadden en Ralph Lauren. In 1958 veranderde Stutz de belangrijkste verkoopvloer van de winkel in een "U-vormige 'Street of Shops'", die sommigen beschouwen als de voorloper van het huidige shop-in-the-shop-concept.
In de jaren zestig was Andy Warhol de huis-illustrator. Vanaf 1994 verschenen illustraties van Izak Zenou in advertenties en promotiemateriaal van Henri Bendel.
De afgelopen jaren had het winkelbedrijf als doel om uit te groeien van een 'iconisch New Yorks merk' tot 'een nationaal bekende accessoireonderneming'. Vanaf 2008 breidde het merk zich uit buiten de winkel in New York om een nationale keten te worden met 28 winkels (naast de vlaggenschipwinkel in New York) in de VS. In 2009 stopte Henri Bendel met de verkoop van kleding. Vanaf 2014 werden in de vlaggenschipwinkel en op de website alleen nog handtassen, sieraden, modeaccessoires en huisparfums van het merk Henri Bendel verkocht, zoals dat in de andere winkels reeds het geval was.
Henri Bendel werd in 2010 uitgeroepen tot Retailer van het Jaar bij de Accessories Council Excellence Awards.
In september 2018 werd in The Wall Street Journal en andere media melding gemaakt dat Henri Bendel 23 winkels sloot en dat het merk van 123 jaar ophield te bestaan. Eigenaar L Brands zei dat deze beslissing deel uitmaakte van inspanningen om de winstgevendheid te verbeteren en zich te concentreren op andere merken in zijn portfolio, zoals Victoria's Secret.
Op 19 januari 2019 werden alle Henri Bendel-winkels gesloten en op 28 januari 2019 werd de website gesloten.